# Obelisco del Pincio
L'obelisco del Pincio (o obelisco di Antinoo) è uno dei tredici obelischi antichi di Roma, situato in piazza Bucarest, lungo il viale dell'Obelisco (Pincio).

## Storia

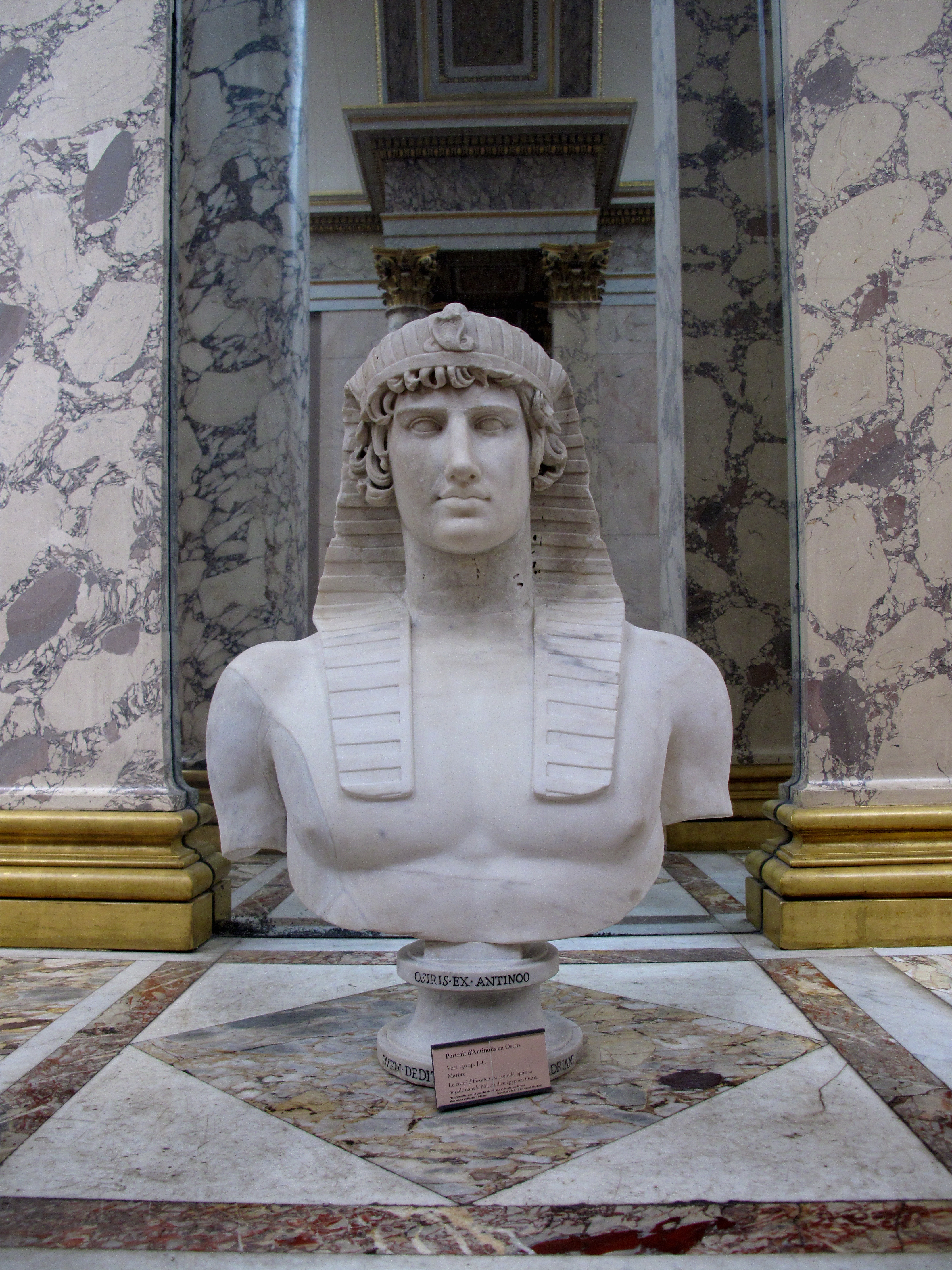
Busto di Antinoo-Osiride.

Venne realizzato durante il II secolo all'epoca dell'imperatore romano Adriano in onore di Antinoo, il ragazzo greco da lui amato; collocato inizialmente a decorare un monumento dedicato al giovane dopo la sua morte avvenuta nel Nilo in circostanze rimaste in parte oscure.

L'imperatore aveva fatto tagliare la pietra in Egitto con l'intenzione di trasportare l'opera terminata a Roma per porla davanti al monumento eretto in onore dell'adolescente a lui caro; la precisa ubicazione originaria che avrebbe dovuto avere la costruzione non è però nota.

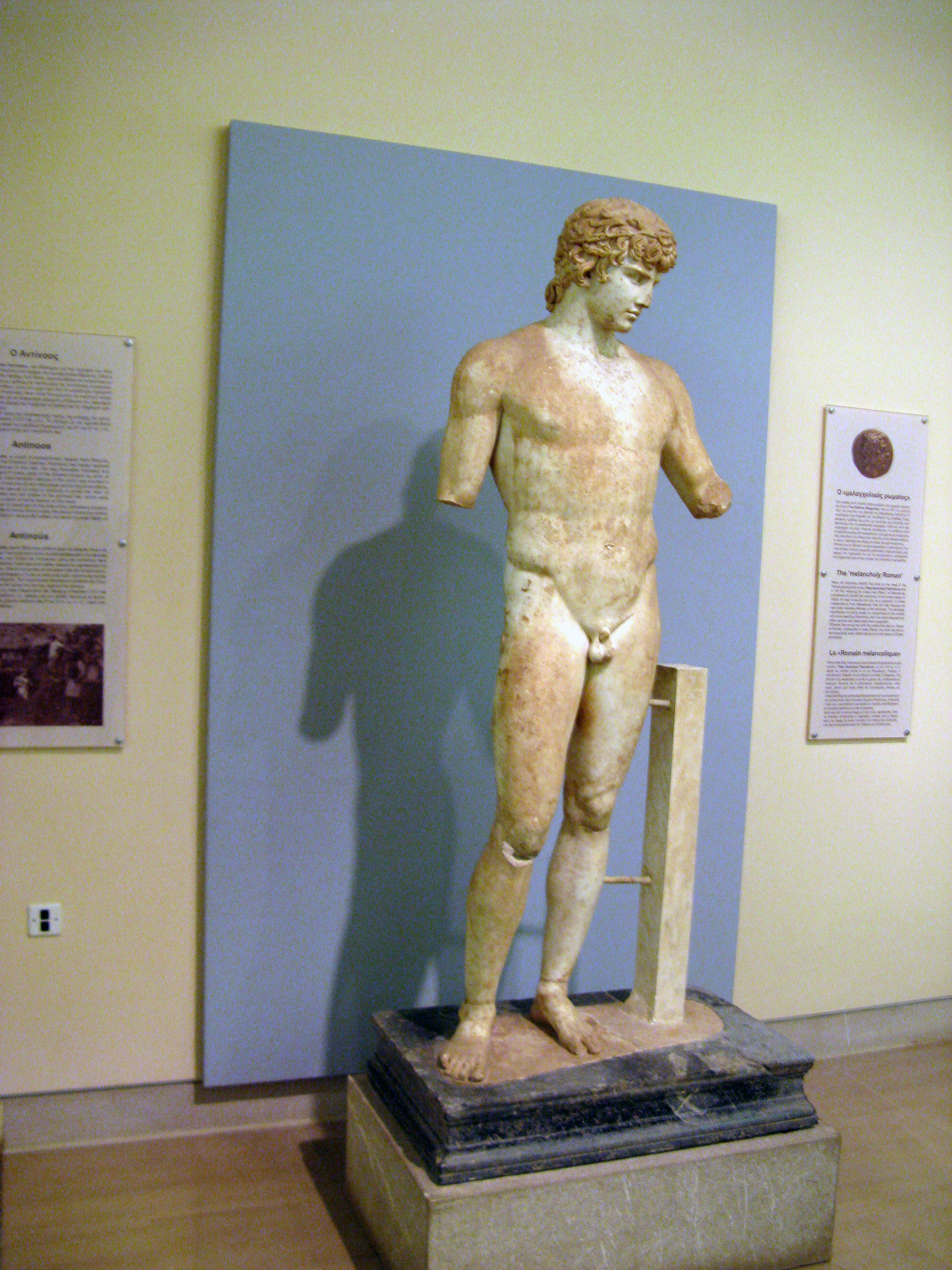
Statua di Antinoo delfico rinvenuta all'interno del santuario di Apollo a Delfi, esempio dell'ampiezza raggiunta dal suo culto.

Adriano indirizza al suo amante morto un culto che ha portato alla creazione di numerosi santuari, soprattutto nelle terre orientali ellenizzate dell'Impero. Dopo la morte di Adriano il culto di Antinoo è stata proseguito fino a quando non prevalse il cristianesimo e il suo nome cadde nella damnatio memoriae ma, grazie al fatto che le incisioni sull'obelisco sono in geroglifici, il testo ha avuto così la possibilità di sopravvivere alla distruzione di cui furono vittime gli altri santuari.
Nel III secolo andò a decorare, per volere dell'imperatore adolescente di origini siriache Eliogabalo, la spina del circo Variano, nella sua residenza suburbana. Qui fu infine rinvenuto rotto in tre pezzi nel 1589 appena fuori dell'attuale Porta Maggiore; dal luogo di ritrovamento, presso le mura aureliane, viene chiamato inizialmente "obelisco Aureliano".
Nel 1633 l'obelisco venne fatto spostare dalla famiglia Barberini nel giardino del loro Palazzo Barberini, senza essere però rialzato; venne quindi donato a papa Clemente XIV che lo fece trasferire nel Cortile della Pigna in Vaticano.

Infine, è stato nuovamente innalzato su basamento da Giuseppe Valadier nei Giardini del Pincio a Roma nel 1822, per volere di papa Pio VII durante l'ultima parte del suo pontificato.

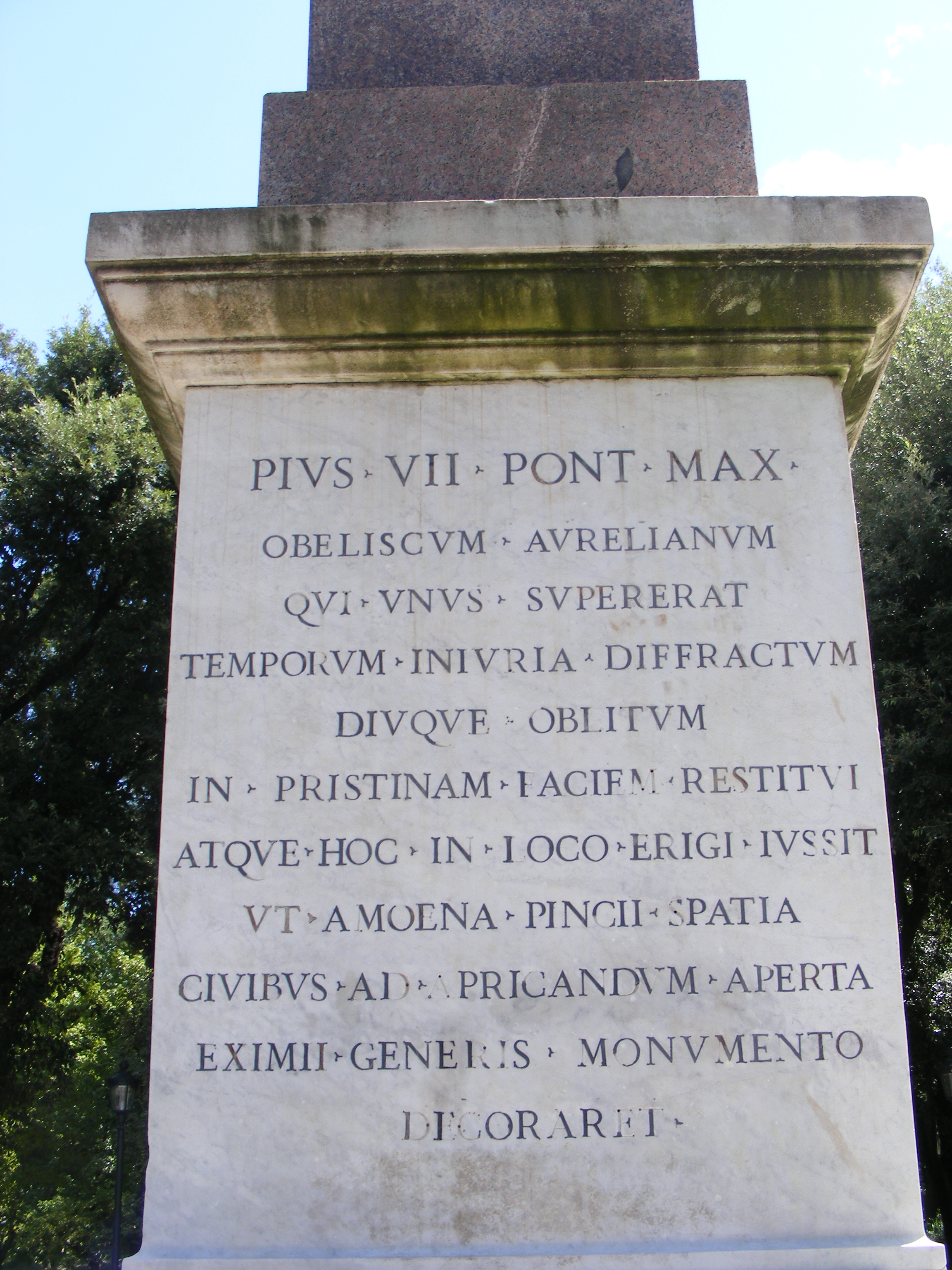
Iscrizione in latino posta sulla base dell'obelisco.

## Descrizione

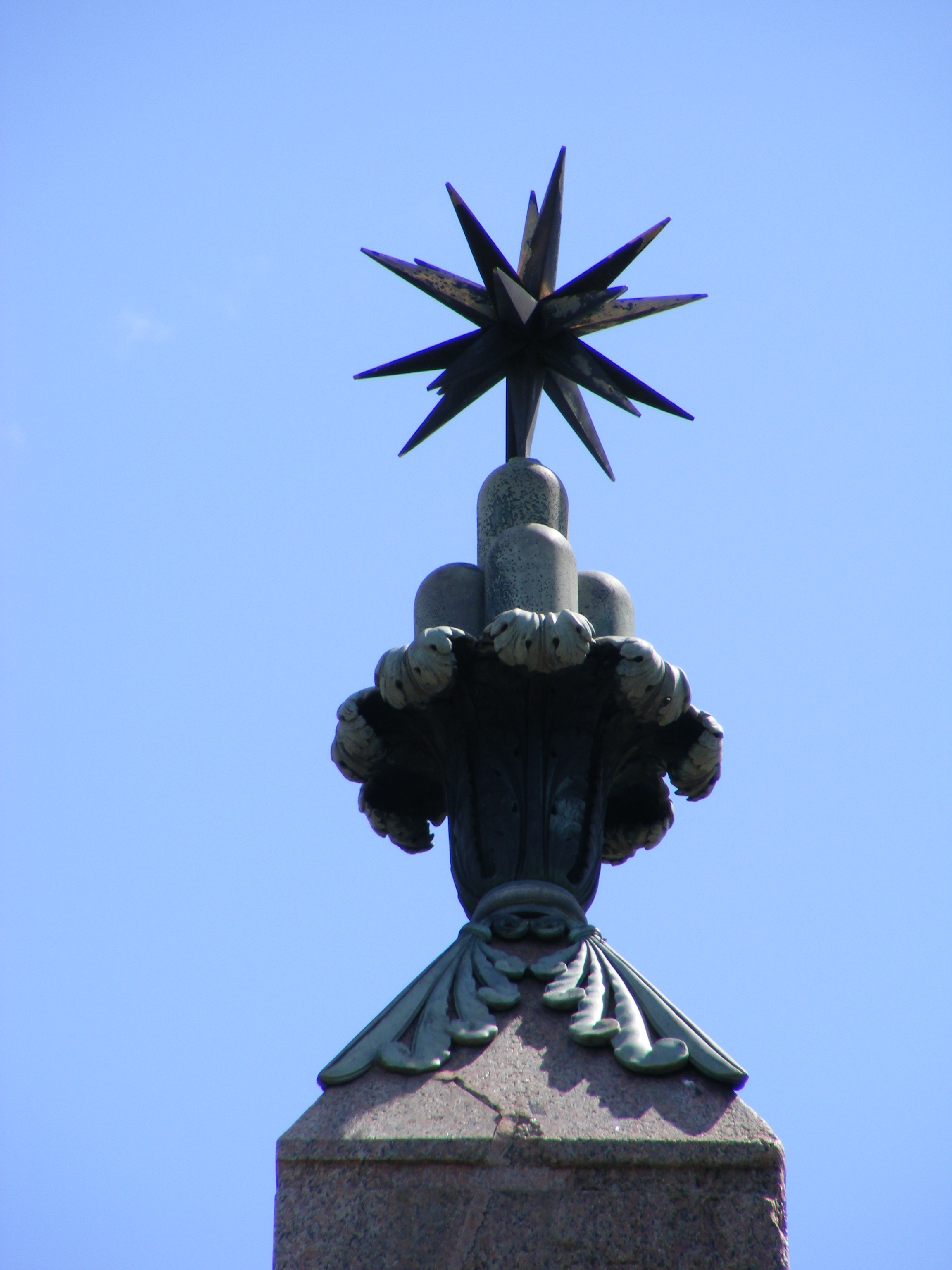
La cupola.

Ha un'altezza di 9,24 metri e con il basamento e la stella sulla cima misura 17,26 metri.
L'obelisco contiene un'insolita titolatura in caratteri geroglifici egizi, che ha indotto alcuni egittologi, come Ph. Derchain e J.-C.Grenier, nel riconoscervi impresso un testo scritto da un sacerdote della città di Akhmim, un certo Pétarbeschenis; ed effettivamente è stata ritrovata sulla sua stele funeraria una titolatura molto simile: questi due esempi sono le uniche certificazioni note di una tal tipologia di posizionamento dei geroglifici.
I geroglifici che lo adornano in tutti e quattro i suoi lati raccontano la vicenda riguardante la morte di Antinoo, la sua apoteosi, deificazione ed installazione accanto agli altri dèi, oltre alle notizie sulla creazione della città di Antinopoli in suo onore e all'istituzione di un culto specifico dedicato ad Osiride-Antinoo.
Tagliato in granito rosa e dotato di un'iscrizione commemorativa in geroglifici che, sul lato sud chiede che Antinoo venga assimilato con Osiride, equiparato ad Amon-Ra per la salvezza futura di Adriano e come premio concesso all'imperatore, che ha costruito questo obelisco; sul lato nord è segnalato tra le altre cose, che una città di nome Antinopoli è stata fondata come un luogo di culto e giochi dedicati al nuovo dio sul luogo esatto dove Antinoo annegò.; della fondazione della città e della costruzione e allestimento di un tempio per Antinoo-Osiride è riportato anche sul lato ovest; il lato est infine contiene un elogio di Antinoo-Osiride con la richiesta rivolta a Thot, per ottenere la salvezza della sua anima.